# Tatort: Howalds Fall
Howalds Fall ist eine Folge der Fernsehkrimireihe Tatort aus dem Jahr 1990. Der vom Schweizer Fernsehen unter der Regie von Urs Egger produzierte Film ist die erste Folge des Schweizer Fernsehens, das kurz zuvor in die Tatort-Reihe eingestiegen war. Es handelt sich um Tatortfolge 229, sie wurde am 16. April 1990 erstmals ausgestrahlt.
Walter Howald (Mathias Gnädinger) und sein Assistent Reto Carlucci (Andrea Zogg) klären die Hintergründe eines schmutzigen Waffendeals, den Tod eines Beamten des Außenministeriums und schließlich auch den Tod von Howalds Tochter.

## Handlung
Detektivwachtmeister Walter Howald und sein Assistent Reto Carlucci beenden gerade eine Routinestreifenfahrt, als Carlucci in einem Industriegebäude Taschenlampenlicht auffällt. Vor dem Gebäude finden die Beamten einen Lieferwagen – vollbeladen mit Kriegswaffen. Zwei Männer kommen aus dem Gebäude und eröffnen das Feuer. Carlucci kann einen der beiden niederschießen, der andere flieht und fährt Howald auf der Flucht beinahe tot. Der Vorgesetzte der beiden Beamten, Heinz Rapold, reagiert ungehalten auf den Alleingang Howalds und Carluccis. Die Bundespolizei sollte dort den Deal der Bundesregierung mit der iranischen Regierung zur Freilassung des Flugzeugentführers Selim Arida und der Lieferung von Waffen durchführen. Eine Befreiung des Iraners sollte inszeniert werden. Howald berichtet seinem Vorgesetzten, dass er bezüglich der angeblichen Befreiung einen anonymen Tipp bekommen hätte. Der Tipp lag bei ihm als besprochene Kassette im Briefkasten. Rapold macht seinen Beamten klar, dass dies nicht ihr Fall ist, doch weil bei der Verhaftung Aridas ein Kollege von ihnen umgekommen ist, gehen sie der Angelegenheit trotzdem nach und suchen den Verletzten der vergangenen Nacht im Krankenhaus auf. Vor dem Zimmer steht Ruedi von der Bundespolizei, ein ehemaliger Kollege Howalds, und teilt den Beamten ebenfalls mit, dass sie sich aus der Angelegenheit heraushalten sollen. Carlucci erfährt am Abend, dass ein hochrangiger Schweizer Manager in Beirut von pro-iranischen Milizen entführt worden ist und die Regierung sich um dessen Freilassung bemüht.
Trotz Informationssperre erfahren die Beamten, dass der Verletzte mittlerweile verstorben ist und zufällig auch, dass es sich um einen Polizisten handelte. Carlucci ist schockiert, einen Kollegen erschossen zu haben. Howald will nun erst recht wissen, was dahinter steckt. Er und Carlucci finden heraus, dass der tote Kollege Thomas Fischer hieß und bei der Bundespolizei war. In der Nacht verschwindet Howalds Tochter Katrin spurlos, der neue Freund von Howalds Frau Rebecca, Philip Brächbühl, ranghoher Beamter im Außenministerium, ist der letzte, der Katrin gesehen hat. Brächbühl sagt aus, mit Katrin in die Innenstadt gefahren zu sein und sie dort abgesetzt zu haben. Anstatt in ein Restaurant sei er in ein Sex-Kino gegangen. Kurz darauf findet Carlucci heraus, dass besagtes Kino zurzeit wegen Umbau geschlossen ist. Er strengt einen Durchsuchungsbefehl für Brächbühls Wohnung an, bekommt diesen aber nicht. Auch Howald ist wenig begeistert von Carluccis Interesse an Brächbühl. Carlucci fährt mit mehreren Kollegen zu Brächbühl und täuscht diesem vor, dass seine Zustimmung zu einer freiwilligen Wohnungsdurchsuchung seine Lage verbessern würde, Brächbühl stimmt zu. Der hinzugekommene Howald findet dort Nacktfotos seiner Tochter und geht auf Brächbühl los, doch Carlucci schickt seinen Chef weg. Kurz darauf wird Katrin in einem Waldstück tot aufgefunden. Sie ist mit Schlaftabletten vergiftet worden und war im zweiten Monat schwanger. Brächbühl präsentiert die Ehefrau Eva seines Vorgesetzten, des Staatssekretärs René Wirz, als Alibi.
Rapold lässt nunmehr durch Carlucci sowohl Brächbühl als auch Eva Wirz beschatten, Brächbühl fährt noch am selben Abend zu Wirz und hat mit ihm eine Auseinandersetzung. Carlucci sucht später Eva Wirz auf. Im Beisein ihres Mannes bestätigt sie ihr Alibi für Brächbühl. Wirz gibt an, von dem Verhältnis seiner Frau zu wissen. Als Brächbühl am nächsten Tag nicht im Büro erscheint, suchen Howald und Carlucci ihn auf, sie finden ihn tot vor. Er hat sich offenbar selbst erschossen. In der Pathologie werden keine Schmauchspuren an seiner Hand festgestellt. Trotzdem gehen die Beamten von Selbstmord aus. Howald lässt heimlich eine Blutprobe von Brächbühl verschwinden. Rebecca Howald sagt Carlucci gegenüber aus, es sei ihrem Ehemann ganz recht, wenn Brächbühl verdächtigt würde, ihr Liebhaber sei unschuldig. Kurz darauf ergibt der medizinische Bericht, dass Katrin von Brächbühl schwanger war. Wirz erklärt dem überraschten Carlucci, dass er und seine Frau Brächbühl nie ein Alibi gegeben hätten, Carlucci müsse das missverstanden haben. Obwohl Howald den Fall als abgeschlossen ansieht, will Carlucci von Eva Wirz eine schriftliche Bestätigung einholen, dass sie ihr Alibi widerruft. Er sucht Eva auf, sie gibt an, dass ihr Alibi falsch war. Sie und Brächbühl seien nur gute Freunde aus der Studienzeit gewesen. Einen entsprechenden Liebesbrief von Brächbühl an Eva, den Carlucci bei der Leiche fand, tut sie als harmlos ab. Carlucci beschattet das Haus und folgt am Abend René Wirz zu einem Apartment, wo Wirz sich mit dem international gesuchten französischen Waffenhändler Garcin trifft. Er macht diesem Vorwürfe, Brächbühl getötet zu haben, obwohl er diesen nur einschüchtern sollte. Garcin soll am nächsten Tag von Genf aus nach Beirut fliegen, Carlucci will diesen am Flughafen abfangen, wird aber direkt vor der Passkontrolle von der Bundespolizei abgefangen, die Garcins Abreise somit sicherstellt.
Carlucci sucht eine Apothekerin auf, die sich als Zeugin gemeldet hat. Howald ist Stammkunde bei ihr. Katrin hatte auch den Schwangerschaftstest dort gekauft. Mit dem Rezept ihres Vaters hatte sich Katrin bei ihr auch die Schlaftabletten geholt, die als Todesursache festgestellt worden waren. Carlucci sucht Howald auf und erzählt ihm von dem Waffendeal, mit dem der Schweizer Manager freigekauft wurde. Carlucci erzählt ihm auch, dass Brächbühl von Garcin umgebracht worden war. Carlucci vermutet, dass Brächbühl der anonyme Hinweisgeber Howalds über den Waffendeal gewesen ist, weil er mit diesem nicht einverstanden war und Howald für einen aufrechten Polizisten hielt. Carlucci drängt auf eine weitere Blutprobe von Brächbühl, um zu beweisen, dass dieser nicht der Vater von Katrins Baby war und nur ein Selbstmordgrund konstruiert werden sollte. Howald ist nicht begeistert. Da die Einäscherung von Brächbühl kurz bevorsteht, ist Eile angesagt, Carlucci fährt auf seinem Motorrad zurück in die Stadt. Howald folgt ihm mit seinem Auto und fährt diesen an. Carlucci eilt mit dem Taxi in die Stadt, doch die Einäscherung hat bereits stattgefunden. Carlucci lässt eine weitere Blutprobe, die von Brächbühl entnommen wurde, von der Pathologie auswerten, diese ergibt, dass Brächbühl als Vater von Katrins Baby ausscheidet. Carlucci sucht Howald auf, dieser flieht vor seinem Assistenten, kann aber von Carlucci gestellt werden. Er gibt zu, Katrin sexuell missbraucht zu haben und der Vater des Babys zu sein. Er hatte Katrin tot bei sich zu Hause im Bett aufgefunden. Sie hatte sich mit seinen Schlaftabletten getötet. Er hat ihre Leiche anschließend verschwinden lassen. Als Carlucci mit ihm nach Bern ins Revier fahren will, zieht Howald seine Dienstwaffe und zwingt Carlucci, aus dem Auto zu steigen, anschließend erschießt sich Howald.

## Hintergrund
Für Detektivwachtmeister Walter Howald (Mathias Gnädinger), der vor einem gescheiterten Familienleben steht, war es der einzige Fall, so dass er die bislang einzige «Eintagsfliege» unter den Schweizer Ermittlern geblieben ist.

## Rezeption

### Einschaltquoten
Die Erstausstrahlung von Howalds Fall am 16. April 1990 wurde in Deutschland von 11,53 Millionen Zuschauern gesehen und erreichte einen Marktanteil von 50,4 % für Das Erste.

### Kritik
Die Kritiker der Fernsehzeitschrift TV Spielfilm beurteilen diesen Tatort nur mittelmäßig.